# Selaginella ovifolia
Selaginella ovifolia är en mosslummerväxtart. Selaginella ovifolia ingår i släktet mosslumrar, och familjen mosslummerväxter.

## Underarter
Arten delas in i följande underarter:
- S. o. ovifolia
- S. o. philipsonii